# Erechthias exospila
Erechthias exospila är en fjärilsart som beskrevs av Edward Meyrick 1901. Erechthias exospila ingår i släktet Erechthias och familjen äkta malar. Inga underarter finns listade i Catalogue of Life.